# 科尔斯万特
科尔斯万特（德語：Korswandt）是德国梅克伦堡-前波美拉尼亚州的市镇，隶属于前波美拉尼亚-格赖夫斯瓦尔德县。总面积为12.89平方千米，截至2023年12月31日总人口为596人。